# Teddy Ruxpin
Teddy Ruxpin ist der Name eines animatronisch gesteuerten Spielzeugs in Gestalt eines pummeligen Teddybären. Er wurde im Jahr 1985 kreiert und ist besonders in den USA und in Großbritannien bekannt. Sein Ruf als „kindgerechtes Spielzeug“ wurde in der Vergangenheit mehrfach angezweifelt.

## Beschreibung
Teddy Ruxpin ist ungefähr 36 cm groß und wiegt ca. 680 Gramm. Wie bereits eingangs erwähnt, hat er die Gestalt eines pummeligen und pausbackigen Teddybären. Seine Augen können, je nach Hersteller und Spielzeugversion, braun oder vergissmeinnichtblau sein. Sein Fell ist dunkel beige, die Ohreninnenseiten und Fußsohlen sind weiß. Seine kleine Schnute ist hell pastellbraun hervorgehoben, die Nase kann braun, anthrazit oder schwarz sein. Teddy Ruxpin ist traditionellerweise in ein graues T-shirt mit braunroten Ärmeln gekleidet. Neuere Versionen sind vollständig mit Hose und Hemd in unterschiedlichen Farben und Designs bekleidet.
Innenseitig ist Teddy Ruxpin mit einer einfachen Animatronik ausgestattet, die ihre Energie in älteren Versionen von Batterien bezog, moderne Versionen bedienen sich eines aufladbaren Akkus. Des Weiteren befindet sich im Rücken des Teddys ein kleiner Kassettenrekorder, modernere Versionen nutzen digitale Einlesechips. Wird die Kassette eingeschaltet, wird auch die Animatronik aktiviert, woraufhin Teddy Ruxpin – mehr oder weniger willkürlich – den Mund auf- und zuklappt und die Augen gemächlich schließt und wieder öffnet.

## Geschichte
Teddy Ruxpin wurde 1985 von den Spielzeugdesignern Ken Forsse, Larry Larsen und John Davies kreiert. Die Produktions- und Lizenzrechte wechselten im Lauf der Geschichte mehrmals den Besitzer, sodass inzwischen folgende Unternehmen Teddy-Ruxpin-Figuren herstellen: Worlds-of-Wonder, Hasbro, Yes! Entertainment, BackPack Toys und Wicked Cool Toys. Viele Hersteller rühmen sich gern damit, dass Teddy Ruxpin das „erste, sprechende Animatronik-Spielzeug der Welt“ sei.

## Rezeption
Weil Teddy Ruxpin so beliebt war, wurde bereits 1986 eine eigene, 65-teilige Zeichentrickserie namens The Adventures of Teddy Ruxpin (dt. „Die Abenteuer des Teddy Ruxpin“) herausgebracht und weitere Spielzeugcharaktere eingeführt. Hierzu zählen unter anderem Mother Goose (eine Gans) und Grubby (eine Raupe).
Teddy Ruxpin war und ist bekannt dafür, dass er nach Einlegen eigens entwickelter Audiokassetten Lieder vorsingt oder Kindergeschichten erzählt. Er war dementsprechend für Kleinkinder bestimmt. Allerdings werden altmodische Audiokassetten immer langsamer, wenn den Abspielgeräten die Energie ausgeht. Dadurch können Lieder und Texte nicht mehr schnell genug abgespielt werden, was ihre Tonhöhe sinken und Notenklänge „leiern“ lässt. Infolgedessen können Gesang und Sprache unnatürlich tief und „dämonisch“ klingen. Diese Eigenart hat zu (nicht ernstzunehmenden) Gerüchten geführt, die Figuren seien „besessen“. Entsprechende Memes erfreuen sich in Internetforen und auf diversen Videoportalen (z. B. YouTube) einiger Beliebtheit.